# 加利福尼亞州雷德蘭茲聖殿
加利福尼亞雷德蘭茲聖殿（Redlands California Temple）是第116座耶穌基督後期聖徒教會聖殿，於2001年4月21日宣布開始修建。2001年12月，加利福尼亞雷德蘭茲聖殿竣工，面積4.6英畝（19,000平方）。雷德蘭茲聖殿服務這一地區約70,000人耶穌基督後期聖徒教會信眾。

## 外部連結
- 维基共享资源上的相關多媒體資源：加利福尼亞州雷德蘭茲聖殿
- Official Redlands California Temple page（页面存档备份，存于）
- Redlands California Temple page（页面存档备份，存于）